# Darlington
|  | Aquest article tracta sobre la ciutat anglesa. Vegeu-ne altres significats a «Darlington (desambiguació)». |

Darlington és una ciutat del districte de Darlington, Durham, Anglaterra. Té una població de 92.392 habitants i districte de 105.646.

## Persones
- Alan Parkinson (1949-…), artista conceptual[3]